# 왕사슴벌레
왕사슴벌레(Dorcus hopei)는 한국, 중국, 일본에 서식하는 사슴벌레과의 곤충이다. 몸길이는 수컷이 27~53mm이고 암컷이 25~40mm이며 큰턱 길이는 수컷 4-20mm, 암컷 5-7mm이다. 수컷의 큰턱은 모양이 둥글고 안쪽으로 휘어지며, 안에는 내치라고 불리는 큰 돌기가 2개 나 있다. 암컷은 딱지날개에 세로 홈줄이 두드러져 유사종들과 구별된다. 5~8월에 산지의 숲에서 생활한다. 성충의 먹이는 참나무류의 수액이며, 유충은 썩은 참나무를 파먹으며 자란다. 주로 밤에 활동하며 불빛에 모인다. 평균수명이 3~4년 정도로 한국산 사슴벌레 종류 중에서 가장 오래 사는 편이다. 종 보호 차원에서 국외로 반출이 법으로 금지된 종이다.

## 분류
왕사슴벌레는 2개의 아종(hopei, binodulosus)으로 분류되어 왔으나 Huang & Chen(2013)은 두 아종 간의 형태적 차이와 DNA 분석 연구에서 차이가 없음을 서술하고 동종이명 처리하였다.

## 애완 곤충으로써의 쓰임
일본에서는 '블랙 다이아몬드'라는 80.2mm짜리 사육산 왕사슴벌레가 한화 약 1억 2천만원에 거래된 적이 있으며 이는 일본 애완동물시장에 애완곤충 붐을 일으키게 된 촉발점이 되었다.

## DNA 초위성체 이름표 개발
2014년 국립생물자원관은 DNA 정보를 이용해 애완곤충인 왕사슴벌레를 구별할 수 있는 초위성체 이름표(마커) 27개를 최초로 개발했다. 한국, 중국, 일본의 각 지역종과 잡종 등 왕사슴벌레 5종류를 대상으로 초위성체의 다양성 분석과 연구결과로, 염기서열 분석기술을 사용, 개발하였으며, 한국, 중국, 일본, 잡종 등 5개 왕사슴벌레를 분석한 결과, 몸이 커진 잡종은 한국과 일본종 간의 교잡종일 가능성이 큰 것으로 확인했다. 조사 결과 논문은 세계적인 학술지인 국제분자과학잡지에 투고했다. 일반적으로 자연 상태의 왕사슴벌레 수컷의 크기는 6cm 이하이지만 다른 나라 종과의 교잡을 통해 더 큰 잡종을 만들기도 한다며, 이러한 잡종들은 한국 토종 왕사슴벌레에 유전적 변화와 같은 문제를 일으킬 수 있다고 설명했다.